# Сория, Давид
Дави́д Со́рия Соли́с (исп. David Soria Solís; род. 4 апреля 1993, Мадрид) — испанский футболист, вратарь клуба «Хетафе».

## Клубная карьера
В 2012 году дебютировал за третью команду «Севильи» в Терсере. В 2012 году перешёл в резерв — «Севилья B». В первом сезоне в Сегунде B принял участие в 16 матчах и во втором — в 34.
Сория 7 раз был запасным в матчах Ла Лиги в сезоне 2014/15. Первый раз был 14 сентября в матче против «Хетафе», где он был заменой Мариано Барбосы. Сория также был запасным вратарём 16 апреля в четвертьфинальном домашнем матче Лиги Европы 2014/15 против питерского «Зенита» (2ː1).
В сентябре газета Marca предсказала, что Сория может стать основным вратарём в первой команде «Севильи» из-за плохой формы вратарей Бету и Серхио Рико. Главный тренер «красно-белых», Унаи Эмери позволил Давиду дебютировать 2 декабря 2015 года в матче 1/16 финала Кубка Испании 2015/2016 против «Логроньес» (3ː0). Дебют на еврокубковой арене состоялся 18 февраля 2016 года в домашнем матче Лиги Европы 2015/2016 против норвежского клуба «Мольде». 24 апреля в четвертьфинале того же турнира против «Атлетика» Сория допустил ошибку, что позволило Арицу Адурису забить гол, но в серии послематчевых пенальти Давид отбил удар Беньята, что вывело «Севилью» в полуфинал. Также был основным вратарём 18 мая в финале Лиги Европы 2015/2016 в Базеле, где «красно-белые» победили английский «Ливерпуль» со счётом 3ː1.

## Статистика выступлений

### Клубная статистика
| Клуб       | Сезон      | Лига       | Лига  | Лига | Кубок | Кубок | Континент | Континент | Итог  | Итог |
| Клуб       | Сезон      | Дивизион   | Матчи | Голы | Матчи | Голы  | Матчи     | Голы      | Матчи | Голы |
| ---------- | ---------- | ---------- | ----- | ---- | ----- | ----- | --------- | --------- | ----- | ---- |
| Севилья B  | 2013/14    | Сегунда Б  | 16    | 0    | —     | —     | —         | —         | 16    | 0    |
| Севилья B  | 2014/15    | Сегунда Б  | 34    | 0    | —     | —     | —         | —         | 34    | 0    |
| Севилья B  | 2015/16    | Сегунда Б  | 4     | 0    | —     | —     | —         | —         | 4     | 0    |
| Севилья B  | Итог       | Итог       | 54    | 0    | 0     | 0     | 0         | 0         | 54    | 0    |
| Севилья    | 2015/16    | Ла Лига    | 0     | 0    | 4     | 0     | 9         | 0         | 13    | 0    |
| Севилья    | 2016/17    | Ла Лига    | 1     | 0    | 2     | 0     | 0         | 0         | 3     | 0    |
| Севилья    | 2017/18    | Ла Лига    | 15    | 0    | 3     | 0     | 2         | 0         | 20    | 0    |
| Севилья    | Итог       | Итог       | 16    | 0    | 9     | 0     | 11        | 0         | 36    | 0    |
| Хетафе     | 2018/19    | Ла Лига    | 37    | 0    | 0     | 0     | —         | —         | 37    | 0    |
| Хетафе     | 2019/20    | Ла Лига    | 38    | 0    | 0     | 0     | 4         | 0         | 42    | 0    |
| Хетафе     | 2020/21    | Ла Лига    | 28    | 0    | 1     | 0     | —         | —         | 29    | 0    |
| Хетафе     | Итог       | Итог       | 103   | 0    | 1     | 0     | 4         | 0         | 108   | 0    |
| Общий итог | Общий итог | Общий итог | 173   | 0    | 10    | 0     | 15        | 0         | 198   | 0    |

1. 1 2  Матч(и) в Лиге Европы
2. ↑  Матч(и) в Лиге чемпионов

## Достижения
Севилья
- Победитель Лиги Европы: 2015/16